# Pedro Romero (futbolista)
Pedro Romero (12 d'agost de 1937) és un exfutbolista mexicà.

## Selecció de Mèxic
Va formar part de l'equip mexicà a la Copa del Món de 1962.